# Салвадор Дали
Салвадор Фелипе Хасинто Далѝ и Доменек (на испански: Salvador Felipe Jacinto Dalí I Domenech), известен с артистичното си име Салвадо̀р Далѝ, е испански каталунски художник сюрреалист, автор на световноизвестни произведения в областта на живописта, графиката, скулптурата, бижутерията, филми и книги. Художническите умения в неговите творби се приписват на влиянието и възхищението от майсторите на Ренесанса. Той е и много добър чертожник. Изгражда личен и твърде разпознаваем стил, който всъщност е доста еклектичен.
Далѝ има силно въображение и понякога необичайно поведение със забележителна склонност към нарцисизъм и мегаломания, които имат за цел да привлекат общественото внимание. Неговият ексцентризъм понякога привлича повече внимание от самото му творчество и критиците го тълкуват като рекламен трик. Далѝ проявява любов към всичко, което е позлатено, и прекомерна страст към лукса и ориенталската мода. Той дори си измисля арабско потекло.

## Биография

### Детство
Салвадор Дали е роден в 8:45 часа на 11 май 1904 година. във Фигерас, провинция Херона, Каталония, Испания в семейството на проспериращ нотариус. Фигерас е селскостопанско градче, намиращо се в подножието на Пиренеите, близо до френската граница. Далѝ прекарва детството си във Фигерас и в лятната къща на семейството в крайбрежното рибарско градче Кадакес. В Кадакес е първото му студио, построено от неговите родители. По-късно заедно с жена си Гала̀ си построяват къща в близкото градче Порт Лигат. Много от творбите на Дали отразяват любовта му към тази част на Испания.
Далѝ има по-голям брат, който е роден през 1901 година и умира през 1903 година, преди той да се роди. Има и сестра, Ана Мария, която е три години по-малка от него.
Далѝ получава първоначалното си художествено образование в общинското художествено училище. През 1916 г. открива модерната живопис по време на лятна ваканция в Кадакес със семейството на местния художник Рамон Пичот, който редовно пътува до Париж.
През 1917 г. бащата на Дали организира в семейната им къща изложение на рисунките му с въглен. През 1919 г. Далѝ прави своята първа публична изложба в общинския театър във Фигерас. През 1921 г. майка му почива от рак на гърдата, след което баща му се жени за неговата леля, от което Дали не е възмутен и не протестира, тъй като много обича леля си.

### Юношество и младост
През 1922 г. Салвадор Дали се мести в Мадрид, където учи в Академията по изящни изкуства „Сан Фернандо“. Там той веднага става известен с ексцентричния си външен вид: дълга коса, бакенбарди, облекло в стил 19 век. Привличат внимание и неговите експерименти в кубизма, въпреки че той не разбира напълно това движение поради оскъдната информация и липсата на кубисти в Мадрид по това време. Далѝ експериментира също и в областта на дадаизма, което се отразява на цялото му по-късно творчество. Става близък приятел с Федерико Гарсия Лорка и Луис Бунюел. Връзката с Лорка е страстна, но Дали отхвърля сексуалните предложения.
През 1924 г. той илюстрира книга за първи път. През същата година е затворен за 35 дни в Жирона по обвинение в подривна дейност. През 1925 г. прави самостоятелна изложба в Барселона, която привлича общественото внимание и получава противоречиви отзиви. През 1926 г. е изгонен от Академията малко преди последните си изпити заради изявление, че никой от факултета не е компетентен да го изпитва. През същата година посещава за пръв път Париж, където се запознава с кумира си Пабло Пикасо. Пикасо вече е получил положителни отзиви за младия Дали от Жоан Миро. През 1927 г. е призован за 9-месечна военна служба. Занимава се с театрален дизайн, включително на „Мариана Пинеда“ от Лорка. Често е посещаван от Мирò, който го убеждава да се установи в Париж. Сътрудничи на списания за изкуство. През 1928 година прави второ посещение в Париж. Мирò го въвежда в кръговете на дадаистите и сюрреалистите. Заедно с Луис Монтаня и Себастия Гаш публикува в Мадрид „Жълтия манифест“ (Manifest Groc). Участва в Международната художествена изложба в Института Карнеги в Питсбърг, Пенсилвания, където представя известната си творба „Кошница хляб“ (която е откупена). Прави поредица колажи, в които се чувства влиянието на Пикасо, Мирò, Хуан Грис, Макс Ернст, Ханс Арп и други съвременници. През следващите няколко години Дали продължава да рисува все още в процес на създаване на собствен стил.
1929 година е много важна в неговия живот. Той среща за първи път Гала̀ Елюар и съпруга ѝ, френският поет Пол Елюар, през лятото в Кадакес. Тя става негова любовница и муза, а по-късно и негова съпруга. Тя е 10 години по-възрастна от него. Същата година съвместно с Луис Бунюел пише сценария на късометражния филм „Андалуското куче“. Премиерата на филма е във филмовото студио Урсулин в Париж и преминава под знака между скандала и сензацията едновременно. Има изложби в Цюрих. Заради връзката си с Гала̀ се скарва с баща си и е изгонен от своя дом на 28 декември 1929 година. На следващата година купува къщата в Порт Лигат с Гала и я разширява постепенно, докато я превръща в любимата им вила на морето. Неговият баща с течение на времето приема партньорката му. През тази година официално е приет в кръга на сюрреалистите в парижкия квартал Монпарнас.
По това време Дали пуска и започва да носи екстравагантни мустаци, повлияни от испанския майстор художник Диего Веласкес от 17 век. Мустаците стават запазена марка на външността му до края на живота му.

### От 1930 година до Втората световна война
През 1931 г. Дали рисува една от най-известните си творби, „Упорството на паметта“, което въвежда сюрреалистичен образ на меки, разтопени джобни часовници. Общоприетата интерпретация на картината е, че меките часовници са отхвърляне на предположението, че времето е твърдо или предопределено. Тази идея се подкрепя от другите образи в работата, като широко разширяващия се пейзаж и други меки часовници, унищожавани от мравки.
Дали и Гала, след като живеят заедно от 1929 г. насам, сключват брак през 1934 г. в полутайна гражданска церемония. Те по-късно се женят повторно в католическа церемония през 1958 г. В допълнение на това, че тя вдъхновява много произведения на изкуството през целия им съвместен живот, Гала действа и като бизнес мениджър на Дали, подпомагайки техния разточителен начин на живот. Гала сякаш толерира връзките на Дали с по-млади музи, сигурна в собствената си позиция на основа на техните взаимоотношения. Далѝ продължава да я рисува, дори когато и двамата са в напреднала възраст, произвеждайки симпатични и обожаващи картини на неговата муза. Напрегнатите, сложни и двусмислени отношения с продължителност повече от 50 години по-късно ще се превърнат в предмет на операта „Аз, Дали“ от каталонския композитор Ксавие Бенгерел.
Далѝ е въведен в Америка от търговеца на картини Жулиен Леви през 1934 година. Изложбата в Ню Йорк на творби на Дали, включително „Упорството на паметта“, създава моментална сензация. Той се появява на организирания бал със стъклена витрина на гърдите си, в която има сутиен. През тази година Дали и Гала също присъстват на маскарадните увеселения в Ню Йорк, чийто домакин е Карес Кросби. Те се появяват облечени като бебето Линдберг и неговия похитител. В резултат се вдига толкова много шум в пресата, че Дали трябва да се извини. През 1934 година пише и сценария „Бабауо“, който никога не е филмиран.
Когато се завръща в Париж, сюрреалистите се изправят срещу него и искат извинението му за сюрреалистичен инцидент. Картината му „Енигмата на Вилхелм Тел“ обижда средите на сюрреалистите и води до конфликт с Андре Бретон. Изключен е от сюрреалистичния кръг, но запазва контактите си с него. Отговорът на Дали е „Сюрреализмът, това съм аз!“, след което прави първа самостоятелна изложба в Лондон в галерията Цвемер.
През 1936 г. Дали участва в сюрреалистичната международна изложба в Лондон. Неговата лекция, озаглавена „Автентични параноични фантоми“, е изнесена, докато той носи дълбоководен водолазен костюм и шлем. Шлемът е трябвало да се развинти по някое време, защото не му достига въздух. Той коментира: „Аз просто исках да покажа, че се спускам дълбоко в човешкия ум.“
Също така през 1936 г., на премиерата на прожекцията на филма на Джоузеф Корнел „Роуз Хобарт“ в галерията на Жулиен Леви в Ню Йорк, Дали става известен с друг инцидент. Той е в публиката на прожекцията, но по средата на филма той почуква на прожектора с ярост. „Моята идея за филм е точно това, и щях да го предложа на някой, който да плати, за да го направи“, казва той. „Никога не съм го писал или казал на някого, но е все едно, че го е откраднал“. Други версии на обвинението към Дали са склонни към по-поетичното: „Той го е откраднал от подсъзнанието ми!“ или дори „Той ми открадна мечтите!“
В Испания избухва гражданска война и Дали напуска страната. Сключва договор с богатия английски колекционер Едуард Джеймс, който помага на Дали да се появи в света на изкуството чрез закупуване на много от неговите произведения и като го подпомага финансово. През декември се появява на корицата на списание Таймс. Рисува „Есенен канибализъм“ и „Мека конструкция с варен боб: предчувствие за гражданската война - 1936“.
През 1937 година Дали посещава Харпо Маркс в Холивуд по повод написването на сценария за „Giraffes on Horseback Salad“. Написва „Метаморфозите на Нарцис“. Прави три пътувания до Италия, където изучава Андреа Паладио и се вдъхновява от ренесансовите и бароковите живописци. Дизайнер е на дрехи и шапки за Елза Скиапарели.
През 1938 г. Дали се среща със Зигмунд Фройд, благодарение на Стефан Цвайг. Фройд е вече болен по това време и Дали прави много портрети на известния психоаналитик. През септември 1938 г. Салвадор Дали е поканен от Габриел (Коко Шанел) в къщата ѝ „Ла Пауса“ на френската Ривиера. Там той рисува множество картини, които по-късно излага в галерията на Жулиен Леви в Ню Йорк. В края на 20 век „Ла Пауса“ е частично възпроизведена в музея на изкуствата в Далас, за да прибере и част от оригиналните мебели на къщата на Шанел.
Също така през 1938 г. Дали представя „Дъждовно такси“, триизмерно произведение на изкуството, състоящо се от истински автомобил с два манекена в него. Най-напред е показано в галерията по изящни изкуства в Париж на интернационалното изложение на сюрреализма, организирано от Андре Бретон и Пол Елюар. Експозицията е проектирана от художника Марсел Дюшан, който също така служи като домакин.
През 1939 г. Андре Бретон измисля уронващия псевдоним „Avida Dollars“, анаграма на Салвадор Дали, както и фонетично представяне на френското avide à dollars, което може да се преведе като жаден за долари. Това е подигравателно название, което има за задача да покаже нарастващата комерсиализация на творчеството на Дали, както и да наведе на мисълта, че Дали иска себевъзвеличаване посредством слава и богатство. Някои сюрреалисти отсега нататък ще продължат да се изказват отрицателно или критично към Дали до смъртта му и дори след това.

### Втората световна война
През 1940 г., докато Втората световна война разкъсва Европа, Дали и Гала се оттеглят в Съединените щати малко преди нацистката инвазия, където живеят в продължение на осем години. Те успяват да избягат, тъй като на 20 юни 1940 г. са им издадени визи от Аристид де Соуса Мендес, португалски консул в Бордо, Франция. Салвадор и Гала Дали преминават в Португалия и впоследствие от Лисабон до Ню Йорк през август 1940 година. Пристигането на Дали в Ню Йорк е един от катализаторите в развитието на този град като център на световното изкуство в следвоенните години. През тези 8 години, Дали не престава да пише.
През 1941 г. Дали изготвя сценарий за филм на Жан Габен, наречен „Лунен прилив“. През 1942 г. той публикува своята романизирана автобиография, „Тайният живот на Салвадор Дали“. Той пише каталози за своите изложби. Там той атакува някои често използвани сюрреалистични техники. Той също така написва роман, публикуван през 1944 г. за моден салон за леки автомобили. В резултат на това Едуин Кокс напечатва рисунка в „The Miami Herald“, изобразяваща Дали, който облича автомобил във вечерна рокля. През 1943 г. прави своята първа колекция бижута за дук Де Вердура. През 1946 г. работи с Уолт Дисни върху проект за анимационен филм, озаглавен „Дестино“, който е реализиран 57 години по-късно. В същата година илюстрира „Дон Кихот“ и „Макбет“ и прави декори за филма на Алфред Хичкок „Омагьосан“. През 1950 г. излага „Изкушението на Свети Антоний“ в Института Карнеги в Питсбърг.
Също така в „Тайният живот на Салвадор Дали“ Дали обяснява, че се разделя с Луис Бунюел, тъй като последният е комунист и атеист. Бунюел е уволнен (или подава оставка) от позицията си в Музея на модерното изкуство, след което се завръща в Холивуд, където работи в отдела за дублиране на Уорнър Брадърс от 1942 до 1946 г. В автобиографията си от 1982 г. („Моят последен дъх“, 1983 г.) Бунюел пише, че през годините е отхвърлял опитите на Дали за постигане на помирение.

### Завръщане в Каталония
От 1949 г. нататък Дали прекарва останалите си години в Каталуния. През 1959 г. Андре Бретон организира изложба, наречена „Почит към сюрреализма“, по случай четиридесетата годишнина на сюрреализма, който съдържа творби на Дали, Хуан Миро, Енрике Табара и Еухенио Гранел. Бретон яростно се противопоставя на включването на Сикстинската мадона на Дали в Международната изложба на сюрреализма в Ню Йорк следващата година.
В края на кариерата си Дали не се ограничава само с живописта, но експериментира с много необичайни или нови медии и процеси. Много от произведенията му са вградени оптични илюзии, отрицателно пространство, визуални каламбури и други визуални ефекти. Той също така експериментира с поантилизъм и стереоскопични изображения. Той е сред първите художници, които използват холография по художествен начин. През 1972 г. галерията „Нийдлър“ в Ню Йорк излага холограмите на Дали. В края на живота му млади художници като Анди Уорхол провъзгласяват името му като оказало важно влияние върху поп арта.
Дали също проявява силен интерес в областта на природните науки и математиката. Това се проявява в няколко от картините му, особено от 1950-те години, в които той рисува своите предмети като форми, съставени от рог на носорог. Според него рогът на носорога означава божествена геометрия, защото тя расте в логаритмична спирала. Той също така свързва носорога с целомъдрие и Дева Мария. Далѝ е очарован от ДНК и 4-мерния куб; разгръщането на хиперкуб е включено в картината Разпятието.
След Втората световна война творчеството на Дали носи отличителните белези на техническа виртуозност и засилване на интереса в областта на оптичните ефекти, науката и религията. Той става все по-вярващ католик, а в същото време той е бил вдъхновен от шока от Хирошима и зората на атомния век. Затова Дали нарича този период „ядрен мистицизъм“. В картини като „Мадоната от Порт Лигат“ (първата версия) (1949 г.) и „Корпус хиоеркуб“ (1954 г.), Дали се опитва да синтезира християнската иконография с изображения на материалното разпадане, вдъхновен от ядрената физика. От този период са такива забележителни творби като „Гарата на Перпинян“ (1965 г.) и „Халюциногенният тореадор“ (1968 – 70 г.). Има важна ретроспективна изложба в музея „Бойманс-ван Бюнинген“ в Ротердам. През 1958 г. пише „Anti-Matter Manifesto“ и Дали и Гала сключват нов, този път църковен брак, в Жирона, Испания.
През 1960 г. Дали започва работа над театър музей Дали в родния си град Фигерас. Това е неговият най-голям самостоятелен проект, който запълва по-голямата част от времето и енергията му до 1974 г., когато е открит. През 1964 г. Салвадор Дали е награден с едно от най-големите отличия в Испания – Големия кръст на Изабела Католичката. Публикува „Дневникът на един гений“, продължение на автобиографията му. През 1965 г. той създава своята първа значима скулптура – „Бюст на Данте“. Прави поредица илюстрации за ново издание на Библията. Рисува „Апотеозът на долара“ и публикува „Отворено писмо до Салвадор Дали“. Прави изложба в Галерията за модерно изкуство в Колумбовия фонтан, Ню Йорк – голяма ретроспектива, включваща 370 творби, включително цялата колекция на Рейнолдс Морз.
През 1968 г. Дали заснима поредица хумористични телевизионни реклами за шоколадовите изделия Ланвин. През 1973 г. BBC заснима в Порт Лигат филма „Здравей, Дали!“. През 1976 година излиза книгата „Неописуемите признания на Салвадор Дали“, през 1978 г. той излага първата си хиперстереоскопична картина „Дали повдига кожата на Средиземно море, за да покаже на Гала раждането на Венера“ в музея „Соломон Гугенхайм“ в Ню Йорк.
През 1979 г. става член на Френската академия на изящните изкуства. Прави голяма ретроспективна изложба в центъра Жорж Помпиду в Париж. През 1982 г. испанският крал Хуан Карлос удостоява Дали с титлата маркиз на Пубол.

### Последни години
На 10 юни 1982 г. съпругата му Гала почива и Дали губи до голяма степен желанието си за живот. Започва целенасочено да обезводнява организма си – може би опит за самоубийство или желание да изпадне в летаргия като някои видове животни. През 1984 г. в спалнята му в замъка Пубол избухва пожар при неизяснени обстоятелства, но Дали е спасен, макар и с тежки изгаряния, и се завръща във Фигерас.
Умира в родния си град на 23 януари 1989 г. от сърдечна недостатъчност. Погребан е в криптата на своя театър музей във Фигерас.
На негово име е наречен астероидът 2919 Dali, открит през 1981 г.

## По-важни творби на Салвадор Дали
През своята плодовита творческа кариера Салвадор Дали рисува над 1500 картини. Освен това той е автор на илюстрации за много книги. Прави също графики, литографии, бижута, скулптури, театрални и филмови декори, пише книги, прави дизайн на облекла и др.
- 1910 – Landscape Near Figueras
- 1913 – Vilabertran
- 1916 – Fiesta in Figueras
- 1917 – View of Cadaqués with Shadow of Mount Pani
- 1918 – Crepuscular Old Man
- 1919 – Port of Cadaqués (Night) (begun 1918) and Self-portrait in the Studio
- 1920 – The Artist's Father at Llane Beach, View of Portdogué (Port Aluger)
- 1921 – The Garden of Llaner (Cadaqués), Self-portrait
- 1922 – Cabaret Scene, Night Walking Dreams
- 1923 – Self Portrait with L'Humanite, Cubist Self Portrait with La Publicitat
- 1924 – Still Life (Syphon and Bottle of Rum), Портрет на Луис Бунюел
- 1925 – Large Harlequin and Small Bottle of Rum, Figure at a Window
- 1926 – Кошница хляб, Girl from Figueres
- 1927 – Composition with Three Figures (Neo-Cubist Academy), Honey is Sweeter than Blood
- 1929 – Un Chien Andalou (An Andalusian Dog) филм, The Lugubrious Game, The Great Masturbator, The First Days of Spring, The Profanation of the Host
- 1930 – L'Age d'Or (The Golden Age) филм с Луис Бунюел
- 1931 – The Persistence of Memory, The Old Age of William Tell, William Tell and Gradiva
- 1932 – The Spectre of Sex Appeal, The Birth of Liquid Desires, Anthropomorphic Bread, Fried Eggs on the Plate without the Plate. The Invisible Man
- 1933 – Retrospective Bust of a Woman, Portrait of Gala With Two Lamb Chops Balanced on Her Shoulder, Gala in the Window
- 1934 – The Ghost of Vermeer of Delft Which Can Be Used As a Table, A Sense of Speed
- 1935 – Archaeological Reminiscence of Millet's Angelus and The Face of Mae West
- 1936 – Autumn Cannibalism, Lobster Telephone, Soft Construction with Boiled Beans (Premonition of Civil War), Morphological Echo
- 1936 – „Мека конструкция с варен боб: предчувствие за гражданската война“ – 1936, масло на платно, 100 x 99 cm, Philadelphia Museum of Art, Филаделфия
- 1936 – „Лятна маса“ – 1936, масло на платно, 60 x 40 cm, Музей Бойманс ван Бойнинген (Museum Boymans-van Beuningen), Ротердам
- 1936 – „Морфологично ехо“ – 1936, масло на платно, 12 x 13", Музей Салвадор Дали, Флорида
- 1936 – „Мравките“ – 1936, гваш на хартия, 26 x 195 cm, Музей Салвадор Дали, Флорида
- 1936 – „Антропоморфен шкаф с чекмеджета“ – 1936, масло на дърво, 25,4 x 44,2 cm, Kunstsammlung Nordrhein-Westfalen, Дюселдорф
- 1937 – Metamorphosis of Narcissus, Swans Reflecting Elephants, The Burning Giraffe, Sleep, The Enigma of Hitler, Mae West Lips Sofa, Cannibalism in Autumn
- 1938 – The Sublime Moment, Apparition of Face and Fruit Dish on a Beach
- 1939 – Shirley Temple, The Youngest, Most Sacred Monster of the Cinema in Her Time
- 1940 – Slave Market with the Disappearing Bust of Voltaire, The Face of War
- 1941 – Honey is Sweeter than Blood
- 1943 – The Poetry of America, Geopoliticus Child Watching the Birth of the New Man
- 1944 – Galarina, Dream Caused by the Flight of a Bee around a Pomegranate a Second Before Awakening
- 1944 – 48 – Hidden Faces, новела
- 1945 – Basket of Bread, Fountain of Milk Flowing Uselessly on Three Shoes
- 1945 – „Меланхолия“ – 1945, масло на платно, 65 x 85 cm; Museo Nacional Reina Sofia Архив на оригинала от 2010-12-04 в Wayback Machine., Мадрид
- 1945 – „Жена ми гола, гледаща собственото си тяло“ – 1945, масло на дърво, 61 x 52 cm, частна колекция
- 1945 – „Кошница с хляб“ – 1945, масло на дъска, 13 x 17 3/4", Teatro-Museo Dali, Figueras. Collection Gala Dali
- 1945 – „Носът на Наполеон", масло на платно, 51 x 65,5 cm, частна колекция
- 1945 – „Портрет на госпожа Изабел Стайлър-Тас“ – 1945, масло на платно, 65,5 x 86 cm, Staatliche Museum Preussischer Kulturbesitz Nationalgalerie Архив на оригинала от 2006-01-30 в Wayback Machine., Берлин
- 1945 – „Възкресяване на плътта“ – 1945, масло на платно, 90 x 72 cm, частна колекция
- 1946 The Temptation of St. Anthony
- 1947 – „Житен клас“ – 1947, масло на платно, 51 x 30 cm, частна колекция
- 1947 – „Портрет на Пикасо“ – 1947, масло на платно, 64,1 x 54,7 cm, Fundaciyn Gala-Salvador Daln Архив на оригинала от 2004-07-12 в Wayback Machine., Фигерас
- 1948 – Les Elephants
- 1949 – Leda Atomica, The Madonna of Port Lligat.
- 1951 – Christ of Saint John of the Cross, Exploding Raphaelesque Head
- 1951 – Katharine Cornell
- 1952 – „Ядрен кръст“ – 1952, масло на платно, 78 x 58 cm, частна колекция
- 1954 – „Максималната скорост на Рафаеловата Мадона“ – 1954, масло на платно, 81,2 x 66 cm, Museo Nacional Reina Sofia Архив на оригинала от 2010-12-04 в Wayback Machine., Мадрид
- 1954 – „Портрет на Гала с носорожки симптоми“ – 1954, 39 x 31 cm, масло на платно, частна колекция
- 1954 – „Александрийският фар (1)“ – 1951, масло върху картон, неизвестни размери, масло на платно
- 1954 – „Александрийският фар (2)“ – 1951, масло върху картон, 17,9 x 12 cm, частна колекция
- 1954 – „Пирамидите и сфинксът в Гиза“ – 1954, масло на платно, 25 x 55 cm, частна колекция
- 1954 – „Мек часовник в момента на първата експлозия“ – 1954, мастило върху хартия, 14 x 19,1 cm, Музей на Салвадор Дали – Сейнт Питърсбърг Архив на оригинала от 2011-01-22 в Wayback Machine., Флорида
- 1963 – „Галацидалацирибонуклеиновакиселина“ – 1963, масло на платно, 305 x 345 cm, Музей на Салвадор Дали – Сейнт Питърсбърг Архив на оригинала от 2011-01-22 в Wayback Machine., Флорида
- 1963 – „ДНК араби“ – 1963, масло на платно, 131,5 x 180 cm, Museo Nacional Reina Sofia Архив на оригинала от 2010-12-04 в Wayback Machine., Мадрид
- 1963 – „Портрет на моя починал брат“ – 1963, масло на платно, 175 x 175 cm, частна колекция
- 1963 – „Студия за ДНК араби“ – 1963, масло на платно, 43 x 57 cm
- 1965 – „Железопътната гара в Перпинян“ – 1965, масло на платно, 295 x 406 cm, Музей ЛудвигАрхив на оригинала от 2013-10-04 в Wayback Machine., Кьолн

## Любопитно
По случай 100-годишнината от рождението на Салвадор Дали негови сънародници от каталунския град Жирона правят гигантска наденица бутифара (вид местен колбас от свинско месо), дълга 850 m и с тегло 1 тон. Далѝ много обича въпросния деликатес и когато емигрира в САЩ по време на Гражданската война в Испания, той редовно поръчва да му изпращат от него.

## Филми за Дали
- 1965: Dalí in New York
- 1967: L’autoportrait mou de Salvador Dalí
- 1992: Die geheime Sammlung des Salvador Dalí
- 2001: Бунюел и масата на цар Соломон
- 2009: Dalí & I. The Surreal Story
- 2009: Шепа прах

## Галерия
- Деца на изложба на Дали, организирана от Фондацията Сабанджи в Истанбул
- Gala in the Window (1933)
Марбея.
- Rinoceronte vestido con puntillas (1956)
Puerto José Banús
- Homage to Newton (1985) UOB Plaza, Сингапур
- Къщата музей на Дали в Кадакес